# Werner Gitt

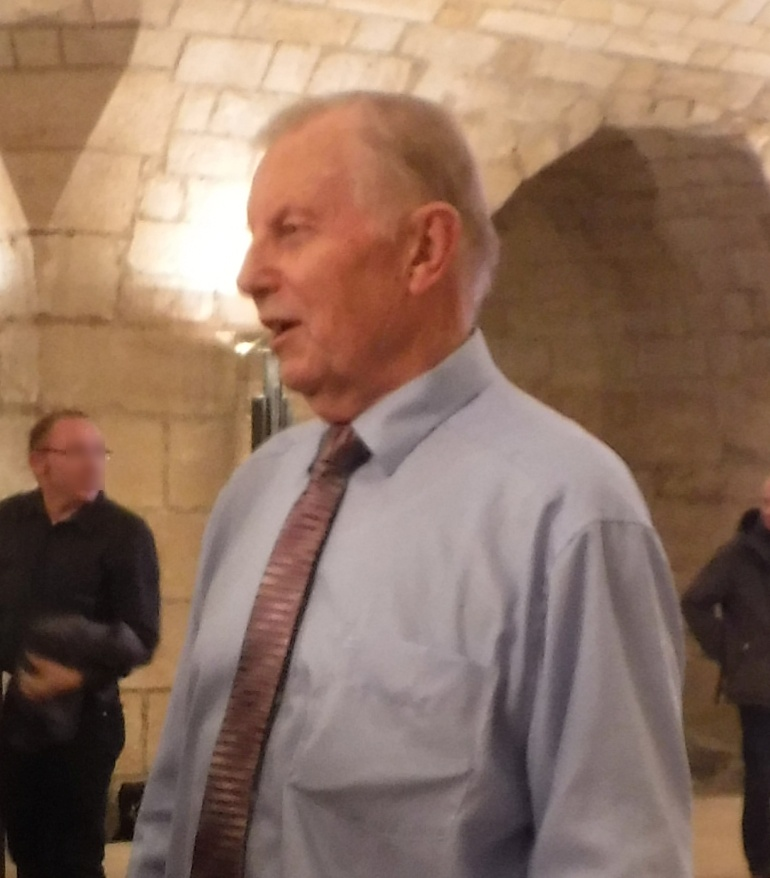
Werner Gitt, 2018

Werner Gitt (* 22. Februar 1937 in Uschdeggen, Landkreis Stallupönen, Ostpreußen) ist ein deutscher Informatiker, Buchautor und Vertreter des Kreationismus in Deutschland. Vor seinem Ruhestand 2002 war er Direktor des Fachbereichs Informationstechnologie der Abteilung für Wissenschaftlich-Technische Querschnittsaufgaben innerhalb der Physikalisch-Technischen Bundesanstalt in Braunschweig.

## Leben
Werner Gitt wurde 1937 in Uschdeggen (ab 1938 Raineck), einem kleinen Dorf im Nordosten Ostpreußens, geboren. Nach dem Einmarsch der Roten Armee im Januar 1945 wurde während des Flüchtlingstrecks nach Westen zunächst sein älterer Bruder Fritz von den Russen verschleppt, kurz darauf seine Mutter in die Ukraine, wo sie wenig später starb. Als er von den Polen ausgewiesen wurde, gelangte Werner Gitt nach Westdeutschland. Nachdem sein Vater aus französischer Kriegsgefangenschaft zurückgekehrt war, zog er mit ihm zunächst in die Gegend von Lüchow und später nach Westfalen.
Von 1963 bis 1968 absolvierte Gitt ein Ingenieurstudium an der Technischen Hochschule Hannover, das er als Diplomingenieur abschloss. Im Anschluss war er als Assistent am Institut für Regelungstechnik der Technischen Hochschule Aachen tätig. Hier promovierte er 1971 zum Dr.-Ing. Seit 1971 war er Leiter des Fachbereichs Informationstechnologie an der Physikalisch-Technischen Bundesanstalt (PTB) in Braunschweig, wo er 1978 zum Direktor und Professor ernannt wurde. In dieser Position trat er 2002 in den Ruhestand.
Seit 1966 ist er mit seiner Frau Marion verheiratet und hat zwei Kinder. Während einer Evangelisationsveranstaltung in Braunschweig erlebten Gitt und seine Ehefrau ihre Bekehrung. Seit diesem Zeitpunkt gehört das Ehepaar zur Braunschweiger Friedenskirche, einer Evangelisch-Freikirchlichen Baptistengemeinde. Werner Gitt ist auch Mitglied der Studiengemeinschaft Wort und Wissen. 2022 übergab er das Ehrenamt des Vorsitzenden, der von ihm 1990 gegründeten Fachtagung Informatik der evangelikalen Studiengemeinschaft Wort und Wissen an Eduard Siemens. Daneben tritt er in ganz Deutschland auf Evangelisationen als Vortragsredner auf. Er hat zahlreiche Bücher verfasst. Aufnahmen seiner Vorträge werden vertrieben und sind teilweise auch online verfügbar.

## Wirken
In seinen Vorträgen und Schriften unternimmt Gitt den Versuch, einen biblisch begründeten Kreationismus als mit der Wissenschaft vereinbar darzustellen. Seine Bücher wurden in früheren Jahren beim Hänssler Verlag vertrieben, heute erscheinen sie überwiegend beim Verlag CLV. Die Resonanz ist beachtlich. So erschien das Buch Fragen, die immer wieder gestellt werden 2021 bereits in 27. Auflage mit Übersetzungen in 25 weiteren Sprachen. Hinzu kommen zahlreiche evangelistische Kleinschriften, die seit 2003 vom Missionswerk Bruderhand (Wienhausen) veröffentlicht werden. Vom ersten Titel Wie komme ich in den Himmel? wurden bis 2016 allein in deutscher Sprache 1,3 Millionen Exemplare gedruckt.
In seinen Veröffentlichungen behandelt Gitt eine sehr große Zahl von Sachgebieten. Inwieweit er hierfür über die erforderliche Kompetenz verfügt, ist umstritten. Einzelne  Abschnitte aus seinen Büchern werden im Buch Christliche Bücher kritisch lesen von Franz Graf-Stuhlhofer als Anschauungsbeispiele verwendet. Auslegungen von biblischen Textstellen, die angeblich eingetroffene Vorhersagen begründen, werden von dem Kryptologen Klaus Schmeh nicht geteilt.

## Schriften (Auswahl)

### Informatik
- Parameterbestimmung an linearen Regelstrecken mit Hilfe von Kennwertortskurven für Systemantworten deterministischer Testsignale. Dissertation Technische Hochschule Aachen 1970.
- mit Arnd Koch: Kriterien zur Bewertung eines Grossrechnersystems im technisch-wissenschaftlichen Bereich während der Planungsphase (= PTB-Bericht: ATWD; 9). Braunschweig 1977.
- Neues Maß zum Vergleich hoher Speicherdichten. In: Physikalisch-Technische Bundesanstalt Jahresbericht 1997, ISSN 0340-4366.

### Religion und Kreationismus
- Logos oder Chaos: Aussagen und Einwände zur Evolutionslehre sowie eine tragfähige Alternative. Hänssler Verlag, Neuhausen 1980. ISBN 3-7751-0502-6.
- Das biblische Zeugnis der Schöpfung. Hänssler Verlag, Neuhausen 1983, ISBN 3-7751-1492-0.
- Schuf Gott durch Evolution? Hänssler Verlag, Neuhausen 1988, ISBN 3-7751-1391-6.
- Fragen, die immer wieder gestellt werden. CLV, Bielefeld 1989, ISBN 978-3-89397-127-5.
- mit Karl-Heinz Vanheiden: Wenn Tiere reden könnten. Hänssler Verlag, Holzgerlingen 1990. ISBN 3-7751-1528-5 (PDF).
- So steht’s geschrieben. Zur Wahrhaftigkeit und Autorität der Bibel. Hänssler Verlag, Neuhausen 1992, ISBN 3-7751-1703-2.
- Signale aus dem All. Wozu gibt es Sterne? CLV, Bielefeld 1993, ISBN 3-89397-705-8.
- In 6 Tagen vom Chaos zum Menschen. Logos oder Chaos. Woher kommt das Leben? Naturwissenschaftliche und biblische Grundfragen zur Schöpfung. Aussagen und Einwände zur Evolutionslehre. Hänssler Verlag, Neuhausen 1993, ISBN 3-7751-3207-4.
- Am Anfang war die Information. Herkunft des Lebens aus der Sicht der Informatik. Hänssler Verlag, Neuhausen 1994, ISBN 3-7751-3702-5.
- Faszination Mensch. CLV, Bielefeld 1996, ISBN 3-89397-649-3 (PDF).
- Am Anfang war der Urknall? CLV, Bielefeld 2000, ISBN 978-3-89397-433-7.
- Zeit und Ewigkeit. CLV, Bielefeld 2000. ISBN 3-89397-420-2.
- Und die anderen Religionen? CLV, Bielefeld 2001, ISBN 3-89397-146-7.
- Was war der Stern von Bethlehem? Lichtzeichen Verlag, Lage 2015, ISBN 978-3-86954-253-9.
- mit Bob Compton und Jorge Fernandez: Information. Der Schlüssel zum Leben. Naturgesetze und die Herkunft des Lebens. Schlussfolgerungen, die die Existenz Gottes beweisen und Materialismus und Evolution widerlegen. Naturwissenschaft und Gottes Botschaft an die Menschen. CLV, Bielefeld 2016, ISBN 978-3-86699-347-1.

### Biographie und Erzählungen
- Wunder und Wunderbares. CLV, Bielefeld 2005, ISBN 3-89397-658-2.
- Schatzsucher … eine verblüffende Entdeckung. CLV, Bielefeld 2013, ISBN 978-3-86699-245-0.